# Móger Ildikó
Móger Ildikó (Budapest, 1954. augusztus 12. – 2021. január 1.) magyar táncművész, koreográfus, táncpedagógus, egyetemi tanár.

## Életpályája
Szülei: Móger János (1924–2011) egyetemi tanár és Naumova Liliana voltak. 1973–1979 között Kölnben, a Nyári Táncakadémián tanult. 1974-ben végzett a Magyar Táncművészeti Főiskola táncművész szakán. 1974–1977 között a Pécsi Balett táncos-koreográfusa volt. 1977–1984 között a Várszínházban dolgozott koreográfusként. 1977–1992 között a Színház- és Filmművészeti Főiskola zenemesterség és tánctanára volt. 1980-ban a Miskolci Nemzeti Színházban volt koreográfus. 1983-ban a Magyar Táncművészeti Főiskola mesterszakát is elvégezte; táncpedagógusi diplomát szerzett. 1983-ban végzett Párizsban a Salle Player Művészeti Főiskolán. 1983–1985 között a kecskeméti Katona József Színház koreográfusa volt. 1988-ban a Szegedi Kortárs Balett munkatársa volt. 1994–1996 között az Actor Stúdió vezető oktatójaként dolgozott. 1997-től a Duna Televízió szerkesztő-riportere volt. 2003–2004 között a Kodály Zoltán Zenei általános Iskola és Gimnázium néptánc pedagógusa volt. 2006-ban a TV2 Megatánc című műsorának balettmestere volt. 2007-től a Más-Képp Tehetséges gyermekekért Alapítványi Iskola mozgás és tánctanára. 2008 óta a szófiai Magyar Kulturális Intézet igazgatója.

## Magánélete
Férje, Huszárik Zoltán (1931–1981) magyar filmrendező volt (1975-től).

## Színházi munkái
A Színházi Adattárban regisztrált bemutatóinak száma: szereplőként: 3; koreográfusként: 31.

### Szereplőként
- Offenbach: Hoffmann meséi –
- Presser Gábor: Képzelt riport egy amerikai popfesztiválról –
- William Shakespeare: Hamlet –

### Koreográfusként
| - Barillet-Grédy: Rózsaszál a reggelihez (1976) - Rossini: Ez történt Velencében (1979) - Leoncavallo: Bajazzók (1979) - William Shakespeare: Amit akartok, avagy Vízkereszt (1979) - Ödön von Horváth: Kazimír és Karolin (1979) - Ábrahám Pál: Bál a Savoyban (1980) - Schubert: Asszonyháború (Összeesküvők) (1980) - Szőnyi Erzsébet: Vidám sirató egy bolyongó porszemért (1980) - Szép Ernő: Lila ákác (1980) - Kálmán Imre: Csárdáskirálynő (1980) - Wilde: Eszményi férj (1981) - Ránki György: Egy szerelem három éjszakája (1981) - Svarc: Hókirálynő (1981) - Musset: Lorenzaccio (1982) - Lázár Ervin: A hétfejű tündér (1983) | - Murrell: Sarah avagy a languszta sikolya (1983) - Brecht: Mahagonny városának tündöklése és bukása (1983) - Gyurkó László: Faustus doktor boldogságos pokoljárása (1984) - Gyárfás Endre: Dörmögőék vidámparkja (1984) - Dumas: A kaméliás hölgy (1985) - Eisemann Mihály: Bástyasétány 77. (1985) - Schönberg-Jeannot: A francia forradalom (1986) - Werich-Voskovec: Hóhér és bolond (1986) - Tersánszky Józsi Jenő: Kakuk Marci (1987) - Illés Lajos: Csongor és a tündér (1988) - Vörösmarty Mihály: Csongor és Tünde (1990) - Radó Denise: Galambos Erzsi - az első 70 évem (2001) - Opelka: C'est La Vie (2004) |

## Film
- Szindbád (1971) ...fehér kalapos hölgy
- Hajnali háztetők (1986) ...Bebs
- Pánik (2008) ...klinikai beteg